# Mont Haut-Folin
Der Mont Haut-Folin ist mit einer Höhe von 901 m der höchste Berg im Morvan und auch in der ehemaligen Region Burgund.

## Lage
Der Berg befindet sich etwa 30 km (Fahrtstrecke) nordwestlich der Stadt Autun. Der bekanntere, aber mit 821 m nur vierthöchste Berg Burgunds, der Mont Beuvray, liegt etwa 12 km südlich. Der Fernwanderweg Bibracte – Alesia tangiert den Berg, führt aber nicht über den Gipfel.

## Beschreibung
Der Berg weist das Skigebiet Frankreichs mit der geringsten Entfernung zu Paris auf. Auf dem Gipfel befindet sich eine Fernsehstation. Da der Gipfel selbst stark bewaldet ist, hat man von dort in der Regel keine Aussicht auf die Umgebung.

## Wasserscheide
Der Berg gehört zur Wasserscheide zwischen den Flusssystemen von Seine und Loire.